# Alina Fyodorova
Alina Fyodorova (en ukrainien, Аліна Федорова, née le 31 juillet 1989) est une athlète ukrainienne, spécialiste des épreuves combinées.
Son club est le Dynamo de Kiev (Київська, Д).

## Carrière
Elle a obtenu son meilleur résultat en remportant la Coupe d'Ukraine à Yalta les 30 et 31 mai 2011, avec 6 008 points. Elle est deuxième de la Coupe d'Europe 2011 à Toruń, après une journée de compétition.
Le 6 juillet 2015, elle remporte l'épreuve individuelle féminine de la Coupe d'Europe des épreuves combinées 2015 à Aubagne avec son record personnel porté à 6 278 points.
Le 19 mars 2016, Alina Fyodorova remporte sa seconde médaille de bronze consécutive lors des championnats du monde en salle de Portland avec un nouveau record personnel à 4 770 points. Elle est devancée par la Canadienne Brianne Theisen-Eaton (4 881 pts) et sa compatriote Anastasiya Mokhnyuk (4 847 pts).
Le 14 avril 2016, il est révélé qu'Anastasiya Mokhnyuk a été testée positive lors d'un contrôle antidopage au meldonium. En conséquence, Fyodorova pourrait recevoir la médaille d'argent.
Aux Jeux olympiques de Rio 2016, elle termine 28e mais est testée positive elle-même à la testostérone. Elle est suspendue par l'AUI.

## Palmarès
| Date | Compétition                           | Lieu                                  | Résultat | Épreuve    | Points |
| ---- | ------------------------------------- | ------------------------------------- | -------- | ---------- | ------ |
| 2008 | Championnats du monde juniors         | Bydgoszcz                             | 18e      | Heptathlon | 5 165  |
| 2011 | Coupe d'Europe                        | Toruń                                 | 5e       | Heptathlon | 5 881  |
| 2011 | Championnats d'Europe espoirs         | Ostrava                               | 6e       | Heptathlon | 5 896  |
| 2011 | Championnats du monde                 | Daegu                                 | 19e      | Heptathlon | 5 908  |
| 2012 | Championnats d'Europe                 | Helsinki                              | 13e      | Heptathlon | 5 959  |
| 2013 | Championnats d'Europe en salle        | Göteborg                              | 8e       | Pentathlon | 4 420  |
| 2014 | Championnats du monde en salle        | Sopot                                 | 3e       | Pentathlon | 4 724  |
| 2015 | Championnats d'Europe en salle        | Prague                                | 7e       | Pentathlon | 4 563  |
| 2015 | Coupe d'Europe                        | Aubagne                               | 1re      | Heptathlon | 6 278  |
| 2015 | Championnats du monde                 | Pékin                                 | 17e      | Heptathlon | 5 978  |
| 2016 | Championnats du monde en salle        | Portland                              | 2e       | Pentathlon | 4 770  |
| 2016 | Jeux olympiques                       | Rio de Janeiro                        | —        | Heptathlon | DQ     |
| 2016 | Coupe du monde des épreuves combinées | Coupe du monde des épreuves combinées | —        | Heptathlon | DQ     |

## Records
| Épreuve    | Performance | Lieu     | Date           |
| ---------- | ----------- | -------- | -------------- |
| Heptathlon | 6 278 pts   | Aubagne  | 5 juillet 2015 |
| Pentathlon | 4 770 pts   | Portland | 19 mars 2016   |